# Equipo de Copa Davis de El Salvador
El Equipo salvadoreño de Copa Davis, representa El Salvador en Copa Davis tenis la competencia y se rigen por la Federación Salvadoreña de Tenis.
El Salvador actualmente compite en la zona de América del Grupo II. Ellos han alcanzado el Grupo II en cuatro ocasiones, y ganó su primer partido del Grupo II en abril de 2007 para evitar el descenso.

## Historia
El Salvador participó en su primera Copa Davis en 1991.

## Plantel
| Jugador         | Individuales | Dobles  |
| --------------- | ------------ | ------- |
| Marcelo Arévalo | 8 - 14       | 11 - 5  |
| Rafael Arévalo  | 30 - 11      | 18 - 11 |